# Steven Runo
Pour les articles homonymes, voir Runo.
Steven Runo est un chercheur kenyan qui est professeur à l'université Kenyatta. Runo étudie de manière approfondie les agents pathogènes des cultures céréalières africaines, notamment le Striga. Il est lauréat du Prix Afrique de la Royal Society 2020.

## Enfance et formation
Runo est né au Kenya. Il obtient sa licence, sa maîtrise et son doctorat à l'université Kenyatta. Runo déménage aux États-Unis pour ses recherches doctorales, où il rejoint l'université de Californie à Davis et il travaille aux côtés de Neelima Sinha (en) . C'est là qu'il commence à travailler sur le trafic d'ARN à longue distance, en se concentrant initialement sur la communication entre Cuscuta et les tomates. 

## Recherche et carrière
En 2008, Runo retourne en Afrique, où il est nommé professeur à l'université Kenyatta. Il est nommé chercheur invité à l'université de Sheffield et à l'université de Virginie. Runo enquête sur les agents pathogènes qui menacent l'agriculture africaine. Parmi celles-ci, il étudie l'herbe-sorcière (ou Striga), une plante parasite qui s'attaque aux céréales cultivées. Runo qualifie le Striga de « tueur de céréales »,. 
Bien que des cultures céréalières résistantes au Striga puissent être cultivées, elles se transforment généralement en versions qui ne sont pas tolérantes aux attaques. On estime que les cultures perdues à cause du Striga coûtent jusqu'à 200 millions de dollars par an et que chaque plante peut produire jusqu'à 500 000 graines. Les graines sont transportées par le vent et l’eau et peuvent germer rapidement. Runo propose plusieurs stratégies de contrôle ; y compris l'identification de moyens d'éviter la germination, l'exploitation de la résistance basée sur l'hôte et la diminution de la banque de graines de Striga. Parmi ceux-ci, la germination peut être évitée grâce à l'utilisation de la biologie chimique ; utilisant de petites molécules pour se lier au récepteur de la strigolactone. Il étudie également comment la génétique moléculaire peut être utilisée pour identifier les gènes spécifiques qui peuvent rendre les cultures résistantes,. Pour atteindre ces objectifs, Runo étudie le trafic de molécules d’ARN entre plantes parasites. 
Runo fait partie du projet GEMADOT (Genetical Modified for Drought Tolerance) qui vise à identifier et développer des variétés de maïs tolérantes à la sécheresse qui peuvent prévenir l'insécurité alimentaire en Afrique. 

En 2020, Runo est lauréat du Prix Afrique de la Royal Society,.
"Pour avoir élucidé les voies du trafic d'ARN à longue distance entre les plantes parasites et leurs hôtes et identifier et développer un protocole transgénique pour caractériser et valider les gènes candidats de l'hôte et du parasite",

## Publications (sélection)
- (en) Alakonya, Kumar, Koenig et Kimura, « Interspecific RNA Interference of SHOOT MERISTEMLESS-Like Disrupts Cuscuta pentagona Plant Parasitism », The Plant Cell, vol. 24, no 7,‎ 1er juillet 2012, p. 3153–3166 (ISSN 1040-4651, PMID 22822208, PMCID 3426138, DOI 10.1105/tpc.112.099994, lire en ligne)
- (en) Runo, Alakonya, Machuka et Sinha, « RNA interference as a resistance mechanism against crop parasites in Africa: a 'Trojan horse' approach », Pest Management Science, vol. 67, no 2,‎ 2011, p. 129–136 (ISSN 1526-4998, PMID 21061276, DOI 10.1002/ps.2052, lire en ligne)
- Runo, Macharia, Alakonya et Machuka, « Striga parasitizes transgenic hairy roots of Zea mays and provides a tool for studying plant-plant interactions », Plant Methods, vol. 8, no 1,‎ 21 juin 2012, p. 20 (ISSN 1746-4811, PMID 22720750, PMCID 3422161, DOI 10.1186/1746-4811-8-20)